# Graptodytes bussleri
Graptodytes bussleri là một loài bọ cánh cứng trong họ Bọ nước. Loài này được Fery miêu tả khoa học năm 1994.